# Johannes Grassl
Johannes Grassl (* 1976) ist ein Schweizer Autor, Vortragsredner, Berater von Führungskräften.

## Leben

### Ausbildung und Beruf
Johannes Grassl wuchs in einer Grossfamilie auf. Bereits seine Eltern waren als Unternehmer tätig. Nach einer kaufmännischen Ausbildung war er einige Jahre Angestellter in den Bereichen Vertrieb und Marketing in der Automobilbranche.
Seit 2005 arbeitet Grassl als selbstständiger Berater für Führungskräfte. Im selben Jahr wurde er Führungsmitglied der Schweizer Stiftung Leaders’ Integrity Foundation, deren Ziel es ist, Persönlichkeit und Profil von Führungskräften im Sinne einer christlichen Wirtschaftsethik zu stärken. Als Teil dieser Tätigkeiten ist er regelmässig Teilnehmer und Sprecher bei Konferenzen und anderen Veranstaltungen für Manager oder Unternehmer. Seit 2014 ist Grassl Geschäftsführer und Stiftungsrat der Leaders’ Integrity Foundation.
Grassl lebt und arbeitet in Blaibach in Deutschland.

### Privates
Grassl ist verheiratet und Vater von drei Kindern.

## Veröffentlichungen
- Nationen verändern. Als Führungsperson zur Transformation des Landes beitragen. Bernard, 2007, ISBN 978-3-938677-20-9.
- Lösungsweg aus der Krise. Schritte zur Veränderung des Landes. Bernard, 2010, ISBN 978-3-941714-06-9.
- mit Claude R. Schmutz: Erfolgsfaktor Integrität. Wie Wirtschaft und Gesellschaft erneuert werden können. Brendow, 2010, ISBN 978-3-86506-294-9.
- Lebe. Deinen. Traum. Ausstieg aus dem Hamsterrad. Brendow, 2014, ISBN 978-3-86506-709-8.
- Geld verdienen ist das wenigste. Wie Sie nicht nur im Beruf, sondern als Mensch erfolgreich sind. Selbstverlag, 2023, ISBN 979-88-6674894-5.